# Grižane
Grižane is een dorp in Kroatië. Het behoort tot de gemeente Vinodolska in de provincie Primorje-Gorski Kotar. In 1991 had het dorpje 153 inwoners
In 1225 kwam in het bezit van de Frankopans. Er werd een vierhoekige burcht met toren gebouwd die in 1323 door een aardbeving vernield werd. De ruïnes van de burcht kijken uit over het dorp.
In 1474 schonk Martijn Frankopan, die het dorp van zijn nicht had gekocht, het dorp aan het door hem gestichte klooster van Trsat 
In de 17e eeuw was het dorp in het bezit van het Zrinski geslacht en in 1671 ging het over naar de Oostenrijkse “Hofkammer”.
Grižane is de geboorteplaats van de renaissance kunstenaar Giulio Clovio.

Grižane
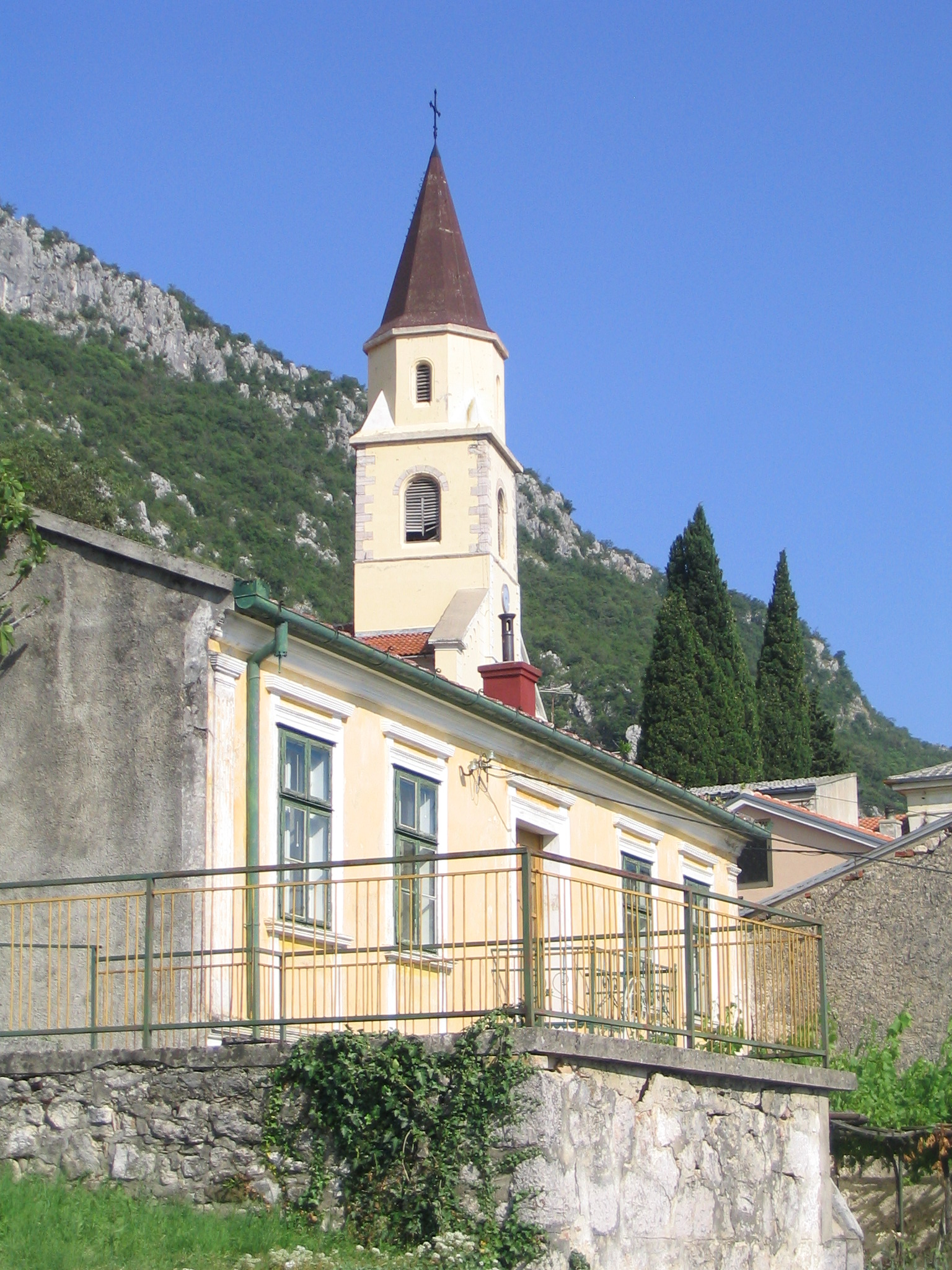
Martinuskerk in Grižane
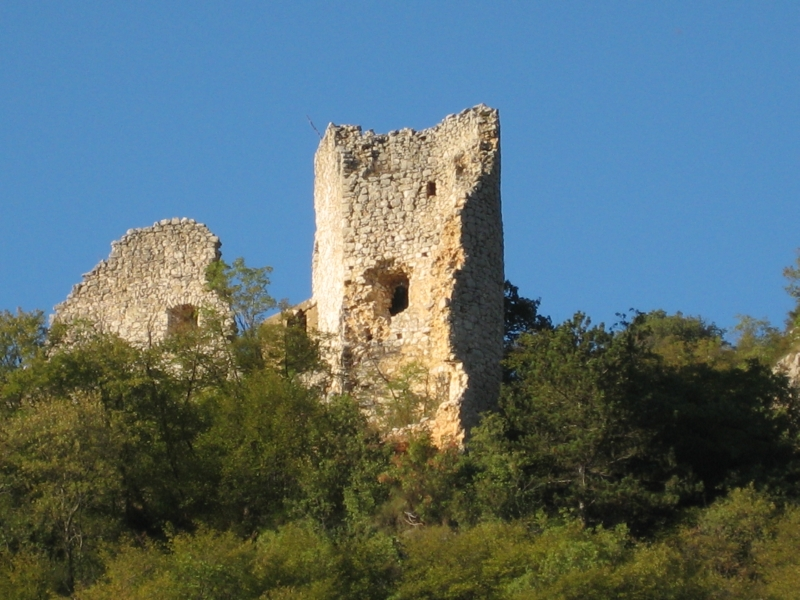
Ruïne van de burcht van Grižane